# Чемпіонат світу з трекових велоперегонів 1946
Чемпіонат світу з трекових велоперегонів 1946 проходив з 24 серпня по 1 вересня 1946 року в Цюриху, Швейцарія. Усього на чемпіонаті розіграли 5 комплектів нагород — 3 серед професіоналів та 2 серед аматорів. Також в Цюриху вперше провели змагання з індивідуальної гонки переслідування.

## Медалісти

### Чоловіки
Професіонали
| Дисципліна                         | Золото        | Срібло           | Бронза        |
| Спринт                             | Ян Дерксен    | Жорж Сенффтлебен | Арі ван Вліт  |
| Індивідуальна гонка переслідування | Герріт Петерс | Роже Піель       | Арне Педерсен |
| Гонка за лідером                   | Еліа Фрозіо   | Жак Бессон       | Луї Шейо      |

Аматори
| Дисципліна                         | Золото         | Срібло          | Бронза       |
| Спринт                             | Оскар Платтнер | Аксель Шендорфф | Кор Бейстер  |
| Індивідуальна гонка переслідування | Роже Ріолан    | Бьорґе Ґіссель  | Халле Янемар |

## Загальний медальний залік
| Місце  | Країна     | Золото | Срібло | Бронза | Загалом |
| ------ | ---------- | ------ | ------ | ------ | ------- |
| 1      | Нідерланди | 2      |        | 2      | 4       |
| 2      | Франція    | 1      | 2      | 1      | 4       |
| 3      | Швейцарія  | 1      | 1      |        | 2       |
| 4      | Італія     | 1      |        |        | 1       |
| 5      | Данія      |        | 2      | 1      | 3       |
| 6      | Швеція     |        |        | 1      | 1       |
| Всього | Всього     | 5      | 5      | 5      | 15      |